# Рожево-бузкове (яйце Фаберже)
«Рожево-бузкове яйце» (або «Рожево-бузкове з трьома мініатюрами»)  — великоднє яйце, виготовлене фірмою Карла Фаберже на замовлення російського імператора Микола II у 1897 році. Було подароване імператором дружині Марії Федорівні. Є одним із 8 яєць Фаберже, що в теперішній час загублені. 
Вважають, що оригінальнім сюрпризом «Рожево-бузкового» яйця була рамка-сюрприз з трьома мініатюрами, яка збереглась і в теперішній час знаходиться в колекції Віктора Вексельберга.

## Сюрприз

Зачинена рамка-сюрприз

Рамка-сюрприз виконана у популярному в ті часи неокласичному стилі. Вона має форму серця, оточена діамантами і покрита сунично-червоною емаллю по гільйошованому фону, з викладеною алмазами датою «1897». Стоїть на шестигранній ніжці, яка покрита білою емаллю з розписами у вигляді виноградної лози, що в'ється по спіралі. Підставка ніжки вкрита червою емаллю і прикрашена в стилі Людовіка XVI — золотими вінками з лаврового листя, гравійованим золотим листям аканта і намальованими гілочками лавру, а також чотирма великими перлинами. 
При натисканні на ніжку серце розкривається і перетворюється на трилисник конюшини, покритий смарагдово-зеленою емаллю по гільйошованому фону, з візерунком у вигляді сонячних променів. У кожній пелюстці розміщений мініатюрний портрет в алмазному обрамленні. На портретах зображені імператор Микола ІІ, імператриця Олександра Федорівна і їх донька, княжна Ольга Миколаївна, в дитинстві. Сюрприз закривається натисканням на одну із перлин на підставці.

## Історія
В рахунку за яйце на суму 3250 рублів, що був виставлений фірмою Фаберже 17 травня 1897 року, було зазначено: «Рожево-бузкове емалеве яйце з 3 мініатюрами»